# هری پاتر و جام آتش
هری پاتر و جام آتش (به انگلیسی: Harry Potter and the Goblet of Fire) نام چهارمین کتاب از مجموعه کتاب‌های داستانی هری پاتر اثر جی کی رولینگ است. این کتاب در ۸ ژوئیه ۲۰۰۰ منتشر شده و به ترتیب پس از هری پاتر و محفل ققنوس و هری پاتر و یادگاران مرگ سومین کتاب طولانی مجموعهٔ هری پاتر است.
هری پاتر و جام آتش یکی از موفق‌ترین کتاب‌های مجموعه هری پاتر بود که یکبار در سال ۲۰۰۱ برنده جایزه هوگو شد. انتشارات بلومزبری در بریتانیا و انتشارات اسکلاستیکدر ایالات متحده هر دو در یک زمان یعنی در ۸ ژوئیه ۲۰۰۰ این رمان را منتشر کردند که برای اولین بار اتفاق می‌افتاد. این کتاب دستمایه ساخت یک فیلم سینمایی در ۱۸ نوامبر ۲۰۰۵ شد.

## داستان کتاب
در این داستان چند اتفاق مهم روی می‌دهد. اول از همه در جام جهانی کوییدیچ، مرگ‌خواران به چادرها حمله می‌کنند و آشوب به پا می‌کنند و شخصی به نام بارتی کرواچ پسر علامت شوم را به آسمان می‌فرستد ولی تقصیر بر گردن جن خانگی پدرش می‌افتد. مسابقات سه‌جادوگر هم برگزار می‌شود که هری پاتر از مدرسه هاگوارتز، ویکتور کرام از مدرسه دورمسترانگ، فلور دلاکور از مدرسه بوباتون و سدریک دیگوری از مدرسه هاگوارتز چهار شرکت‌کنندهٔ منتخب آن هستند. در این مسابقه اتفاقاتی روی می‌دهد که منجر به مرگ سدریک، بازگشت مجدد لرد ولدمورت به قدرت و شکل فیزیکی سابق خود و مبارزهٔ او با هری می‌شود.